# 東郷安
東郷 安（とうごう やすし、1895年（明治28年）7月5日 - 1946年（昭和21年）2月6日）は、明治から昭和期の実業家、政治家、華族。貴族院男爵議員。

## 経歴
旧福井藩士、海軍士官・東郷正路の長男として生まれる。1906年（明治39年）父の死去に伴い家督を相続。1907年（明治40年）10月2日、父・正路の勲功により男爵を叙爵した。
1907年7月、東京帝国大学法科大学政治学科を卒業し、さらに同大学院を修了した。
横浜正金銀行に入行。その後横河電機製作所取締役社長、日本無線電信常務取締役、横河橋梁製作所監査役、福寿生命保険相談役、国際電気通信顧問、日本美術協会副会頭、南洋協会理事などを務めた。
1911年（明治44年）7月10日、貴族院男爵議員に選出され、公正会に属して活動し死去するまで5期在任した。その他、関税調査委員会委員、中央酒類委員会委員、教科書調査会委員などを務めた。

## 栄典
位階
- 1907年（明治40年）10月30日 - 従五位[12]
- 1913年（大正2年）11月10日 - 正五位[12]
- 1920年（大正9年）11月20日 - 従四位[12]
- 1928年（昭和3年）12月1日 - 正四位[12]
- 1937年（昭和12年）12月15日 - 従三位[12]
- 1946年（昭和21年）2月6日 - 正三位[13]

勲章等
- 1912年（大正元年）8月1日 - 韓国併合記念章[12]
- 1915年（大正4年）11月11日 - 大礼記念章（大正）[12]
- 1916年（大正5年）4月1日 - 勲四等瑞宝章[12]
- 1920年（大正9年）11月1日 - 金杯一個[12]
- 1921年（大正10年）7月1日 - 第一回国勢調査記念章[12]
- 1924年（大正13年）5月31日 - 勲三等瑞宝章[12]
- 1928年（昭和3年）11月10日 - 大礼記念章（昭和）・金杯一個[12]
- 1931年（昭和6年）5月1日 - 帝都復興記念章[12]
- 1934年（昭和9年）4月29日 - 旭日中綬章[12]
- 1938年（昭和13年）
  - 6月10日 - 勲二等瑞宝章[12]
  - 11月29日 - 木杯一個[12]
- 1940年（昭和15年）11月10日 - 紀元二千六百年祝典記念章[12]
- 1946年（昭和21年）2月6日 - 旭日重光章[13]

外国勲章佩用允許
- 1916年（大正5年）11月28日 - ロシア帝国：神聖スタニスラス星章付第二等勲章[12]
- 1928年（昭和3年）4月17日 - ポーランド第二共和国：ポルスキー勲章星章付コマンド―ル[12]
- 1931年（昭和6年）3月2日 - ベルギー：レオポール勲章グランドオフィシエ[12]
- 1934年（昭和9年）3月1日 - 満州帝国：大満洲国建国功労章[12]
- 1935年（昭和10年）9月21日 - 満州帝国：満州帝国皇帝訪日記念章[12]
- 1941年（昭和16年）12月9日 -  満州帝国：建国神廟創建記念章[12]

## 著作
- 『南洋新占領地の経済的価値』東郷安、1915年。

## 親族
- 母 きり（福井藩士・中野文二郎二女）[1][4]
- 妻 タツ（横河民輔長女）[1]
- 長男 安正（男爵）[1]
- 長女・球子（1918-） ‐ 財部彪の三男・財部真幸の妻